# Skovorodinsky (huyện)
Huyện Skovorodinsky (tiếng Nga: ? райо́н) là một huyện hành chính tự quản (raion), của Tỉnh Amur, Nga. Huyện có diện tích 18250 km², dân số thời điểm ngày 1 tháng 1 năm 2000 là 39300 người. Trung tâm của huyện đóng ở Skovorodino.